# Pearl i Hermes
L'atol Pearl i Hermes (en hawaià Holoikauaua, en anglès Pearl and Hermes Atoll) forma part de les illes de Sotavent de Hawaii.
L'atol Pearl and Hermes és el tercer atol més al nord de Hawaii, darrere de l'Midway i l'Atol Kure, aproximadament 2.090 km al nord-oest de Honolulú i 140 km a l'est-sud-est de l'atol de Midway. Com la resta de les illes de Hawaii, l'atol observa l'hora estàndard de Hawaii. En total, Pearl i Hermes tenen aproximadament 32 ha de terra i gairebé 80,937 ha de l'hàbitat dels esculls de corall. escull de corall marginal que envolta l'atol és aproximadament 69 km de circumferència i obert a l'oest.
L'atol està molt erosionat i mig submergit. Consta d'uns illots de sorra a flor d'aigua sobre els esculls de corall: North, Little North, Southeast, Bird, Sand, Grass, Seal, Kittery. Els illots són tan baixos que ocasionalment l'aigua els cobreix. La superfície total és de 0,36 km². Pràcticament no hi ha vegetació.
L'atol va ser descobert el 1822 quan dos baleners anglesos, el Pearl i el Hermes, hi naufragaren durant una tempesta. Les dues tripulacions aconseguiren construir un vaixell nou amb les restes dels dos baleners i tornaren a Honolulu. Fent honor al nom de pearl (perla), el 1927 el capità William Greig Anderson, mentre estava pescant tonyines, hi va descobrir ostres perleres a la llacuna. Es va explotar aquest recurs fins fa pocs anys quan el govern hawaià va declarar l'atol com a reserva natural per a la protecció d'ocells.